# Bologna Football Club 1983-1984
Questa voce raccoglie le informazioni riguardanti il Bologna Football Club  nelle competizioni ufficiali della stagione 1983-1984.

## Stagione
Nella stagione 1983-1984 il Bologna partecipa per la prima volta nella sua storia al campionato di Serie C1, è stato inserito nel girone A, dove si classifica al secondo posto con 48 punti, a pari merito con il Parma ma sfavorito dalla peggiore classifica avulsa; ciò nonostante felsinei e ducali guadagnano entrambi la promozione in Serie B (decisiva la vittoria casalinga contro il Trento). Dall'inizio di questa stagione lo stadio Comunale di Bologna è intitolato a Renato Dall'Ara, per trent'anni presidente del Bologna. Miglior marcatore stagionale dei rossoblù con 17 reti è stato Sauro Frutti, una in Coppa Italia e 16 reti in campionato.
In Coppa Italia la squadra rossoblù non va oltre il primo turno: chiude il proprio girone eliminatorio al terzo posto, dietro a Udinese e Varese qualificate agli ottavi di finale. Infine nella Coppa Italia di Serie C i petroniani si spingono fino ai sedicesimi di finale, dove vengono estromessi dalla Rondinella.

## Divise e sponsor
| Casa | Trasferta | 1ª portiere |

## Organigramma societario
Area direttiva
- Presidente: Giuseppe Brizzi

Staff tecnico
- Allenatore: Giancarlo Cadè
- Medico: Giampaolo Dalmastri
- Massaggiatore: Romano Carati

## Rosa
| N. |                       | Ruolo | Calciatore        |
| -- | --------------------- | ----- | ----------------- |
|    | Italia (bandiera)     | P     | Massimo Bianchi   |
|    | San Marino (bandiera) | P     | Claudio Maiani    |
|    | Italia (bandiera)     | P     | Marco Ballotta    |
|    | Italia (bandiera)     | D     | Klaus Bachlechner |
|    | Italia (bandiera)     | D     | Fabio Ferri       |
|    | Italia (bandiera)     | D     | Antonio Logozzo   |
|    | Italia (bandiera)     | D     | Roberto Bombardi  |
|    | Italia (bandiera)     | D     | Franco Fabbri     |
|    | Italia (bandiera)     | D     | Dario Donà        |
|    | Italia (bandiera)     | D     | Antonio Paganin   |
|    | Italia (bandiera)     | D     | Alessandro Zagano |
|    | Italia (bandiera)     | C     | Antonio Bianchi   |

| N. |                       | Ruolo | Calciatore              |
| -- | --------------------- | ----- | ----------------------- |
|    | Italia (bandiera)     | C     | Livio Pin               |
|    | Italia (bandiera)     | C     | Luciano Facchini        |
|    | Italia (bandiera)     | C     | Francesco Gazzaneo      |
|    | Italia (bandiera)     | C     | Marcello Giglio         |
|    | Italia (bandiera)     | C     | Adelmo Paris (capitano) |
|    | San Marino (bandiera) | C     | Marco Macina            |
|    | Italia (bandiera)     | C     | Giancarlo Marocchi      |
|    | Italia (bandiera)     | C     | Vittorio Zerpelloni     |
|    | Italia (bandiera)     | C     | Graziano Lorusso        |
|    | Italia (bandiera)     | A     | Gianluca De Ponti       |
|    | Italia (bandiera)     | A     | Sauro Frutti            |
|    | Italia (bandiera)     | A     | Fabrizio Foglietti      |

## Risultati

### Campionato

#### Girone di andata
| 18 settembre 1983 1ª giornata | Fanfulla | 2 – 3 | Bologna |  |

| 25 settembre 1983 2ª giornata | Bologna | 4 – 1 | Prato |  |

| 2 ottobre 1983 3ª giornata | SPAL | 0 – 0 | Bologna |  |

| 9 ottobre 1983 4ª giornata | Bologna | 2 – 2 | Lanerossi Vicenza |  |

| 16 ottobre 1983 5ª giornata | Rondinella Marzocco | 1 – 0 | Bologna |  |

| 23 ottobre 1983 6ª giornata | Bologna | 1 – 0 | Reggiana |  |

| 30 ottobre 1983 7ª giornata | Bologna | 2 – 0 | Modena |  |

| 6 novembre 1983 8ª giornata | Parma | 3 – 3 | Bologna |  |

| 13 novembre 1983 9ª giornata | Bologna | 0 – 1 | Rimini |  |

| 20 novembre 1983 10ª giornata | Ancona | 0 – 0 | Bologna |  |

| 27 novembre 1983 11ª giornata | Bologna | 4 – 2 | Carrarese |  |

| 4 dicembre 1983 12ª giornata | Sanremese | 0 – 0 | Bologna |  |

| 11 dicembre 1983 13ª giornata | Bologna | 5 – 2 | Fano |  |

| 18 dicembre 1983 14ª giornata | Legnano | 0 – 2 | Bologna |  |

| 8 gennaio 1984 15ª giornata | Brescia | 0 – 0 | Bologna |  |

| 15 gennaio 1984 16ª giornata | Bologna | 3 – 1 | Treviso |  |

| 22 gennaio 1984 17ª giornata | Trento | 0 – 0 | Bologna |  |

#### Girone di ritorno
| 29 gennaio 1984 18ª giornata | Bologna | 1 – 0 | Fanfulla |  |

| 5 febbraio 1984 19ª giornata | Prato | 0 – 1 | Bologna |  |

| 12 febbraio 1984 20ª giornata | Bologna | 1 – 0 | SPAL |  |

| 19 febbraio 1984 21ª giornata | Lanerossi Vicenza | 0 – 2 (tav.) | Bologna |  |

| 26 febbraio 1984 22ª giornata | Bologna | 1 – 2 | Rondinella Marzocco |  |

| 4 marzo 1984 23ª giornata | Reggiana | 1 – 2 | Bologna |  |

| 11 marzo 1984 24ª giornata | Modena | 0 – 0 | Bologna |  |

| 18 marzo 1984 25ª giornata | Bologna | 0 – 0 | Parma |  |

| 1º aprile 1984 26ª giornata | Rimini | 0 – 0 | Bologna |  |

| 8 aprile 1984 27ª giornata | Bologna | 1 – 0 | Ancona |  |

| 15 aprile 1984 28ª giornata | Carrarese | 0 – 0 | Bologna |  |

| 29 aprile 1984 29ª giornata | Bologna | 3 – 1 | Sanremese |  |

| 6 maggio 1984 30ª giornata | Fano | 2 – 2 | Bologna |  |

| 13 maggio 1984 31ª giornata | Bologna | 0 – 0 | Legnano |  |

| 20 maggio 1984 32ª giornata | Bologna | 2 – 0 | Brescia |  |

| 27 maggio 1984 33ª giornata | Treviso | 0 – 0 | Bologna |  |

| 3 giugno 1984 34ª giornata | Bologna | 1 – 0 | Trento |  |

### Coppa Italia

#### Primo turno
| Arbitro: | Pirandola (Lecce) |

|          |           |         |
| Zico 50’ | Marcatori | 82’ Pin |

| Arbitro: | De Marchi (Novara) |

|                        |           |                            |
| Facchini 5’ Macina 40’ | Marcatori | 8’ Vagheggi 25’ Di Michele |

| Arbitro: | Altobelli (Roma) |

|            |           |  |
| Frutti 75’ | Marcatori |  |

| Arbitro: | Da Pozzo (Monza) |

|              |           |  |
| Frigerio 71’ | Marcatori |  |

| Bologna 4 settembre 1983, ore 21:00 CEST 5ª giornata | Bologna             | 0 – 0 referto | Varese | Stadio Renato Dall'Ara\| Arbitro: \| Lo Bello (Siracusa) \| |
| Arbitro:                                             | Lo Bello (Siracusa) |               |        |                                                             |

### Coppa Italia Serie C

#### Fase finale
| Arbitro: | Dal Forno (Ivrea) |

|                         |           |              |
| Fabbri 34’ Marocchi 88’ | Marcatori | 70’ Calonaci |

| Arbitro: | Predieri (Varese) |

|                                       |                      |                                 |
| Magherini 60’ Calonaci 63’ Brondi 70’ | Marcatori            | 14’ De Ponti 44’ Fida           |
| Calonaci Brondi Domini Marchi Galassi | Tiri di rigore 5 – 3 | Zagano Marocchi Fabbri Gazzaneo |

## Statistiche

### Statistiche di squadra
Statistiche aggiornate al 3 giugno 1984
| Competizione         | Punti | In casa | In casa | In casa | In casa | In casa | In casa | In trasferta | In trasferta | In trasferta | In trasferta | In trasferta | In trasferta | Totale | Totale | Totale | Totale | Totale | Totale | DR  |
| Competizione         | Punti | G       | V       | N       | P       | Gf      | Gs      | G            | V            | N            | P            | Gf           | Gs           | G      | V      | N      | P      | Gf     | Gs     | DR  |
| -------------------- | ----- | ------- | ------- | ------- | ------- | ------- | ------- | ------------ | ------------ | ------------ | ------------ | ------------ | ------------ | ------ | ------ | ------ | ------ | ------ | ------ | --- |
| Serie C1             | 48    | 17      | 12      | 3       | 2       | 31      | 12      | 17           | 5            | 11           | 1            | 15           | 9            | 34     | 17     | 14     | 3      | 46     | 21     | +25 |
| Coppa Italia         | 5     | 3       | 1       | 2       | 0       | 3       | 2       | 2            | 0            | 1            | 1            | 1            | 2            | 5      | 1      | 3      | 1      | 4      | 4      | 0   |
| Coppa Italia Serie C | -     | 1       | 1       | 0       | 0       | 2       | 1       | 1            | 0            | 0            | 1            | 2            | 3            | 2      | 1      | 0      | 1      | 4      | 4      | 0   |
| Totale               | -     | 21      | 14      | 5       | 2       | 36      | 15      | 20           | 5            | 12           | 3            | 18           | 14           | 41     | 19     | 17     | 5      | 54     | 29     | +25 |